# Imperial (Unternehmen)

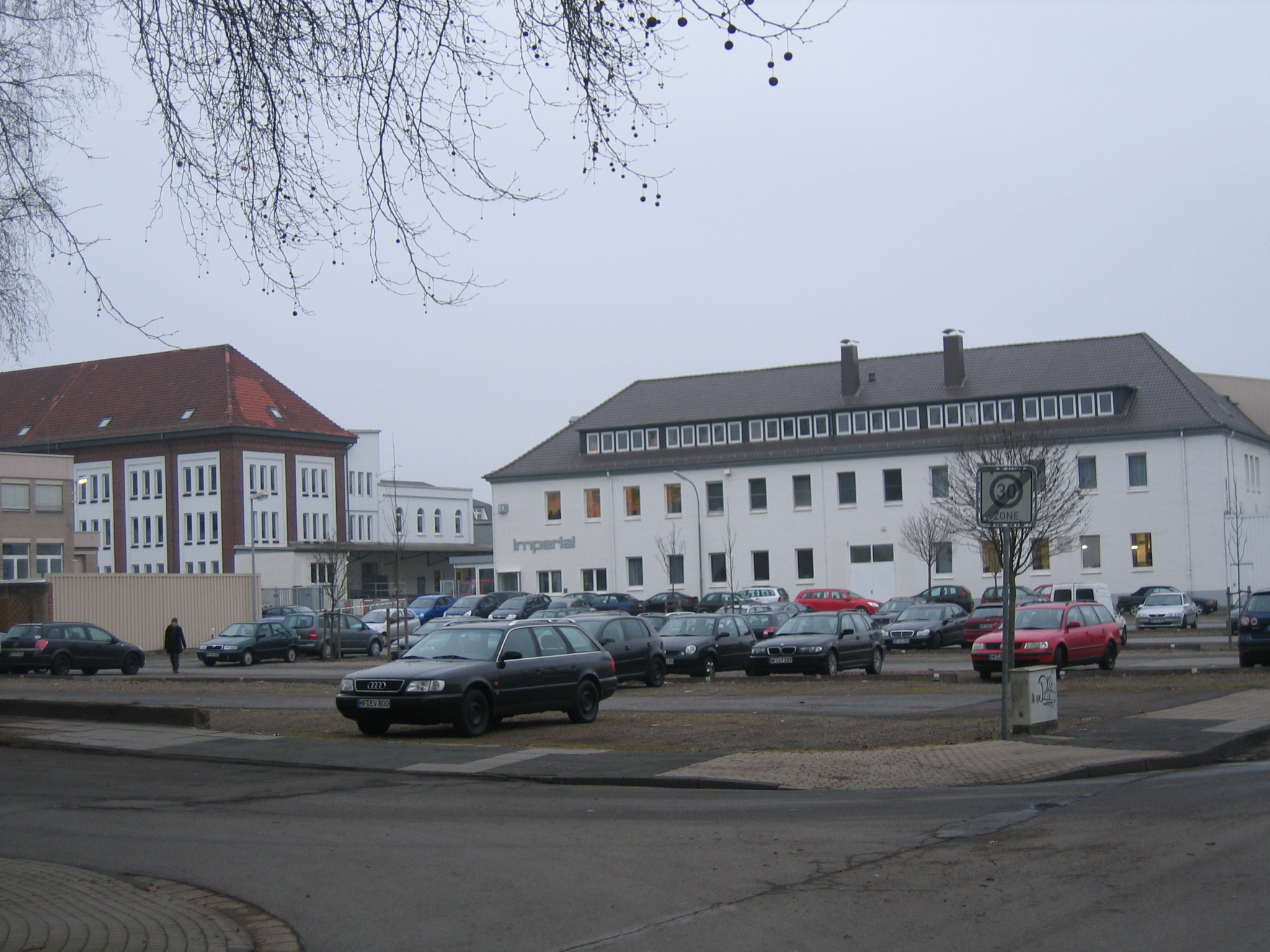
Imperial in Bünde-Ennigloh

Imperial ist ein Küchengerätehersteller mit Hauptsitz in Bünde/Westfalen und einem Zweigwerk in Arnsberg/Sauerland. Marke und Produktionsanlagen sind seit 1989 Teil des Haushaltsgeräteherstellers Miele, der die Marke Imperial bis 2006 nutzte und weiterhin am Standort Bünde die Produktion fortführt. Die einstigen Imperial-Werke in Bünde und Arnsberg haben eine Mitarbeiterzahl von ca. 948 (ca. 690 in Bünde, ca. 258 in Arnsberg). 

## Geschichte
Das Unternehmen wurde im Jahr 1868 von C. H. Install gegründet und stellte unter anderem Öfen und Kochmaschinen her. Das Unternehmen firmierte ab 1934 unter dem Namen Imperial. Während des Zweiten Weltkrieges stellte das Unternehmen Geschosse her, konnte jedoch die Herdproduktion aufrechterhalten. Im Krieg arbeiteten hier 500 Leute, auch Kriegsgefangene. Im Jahr 1948 eröffnete das Unternehmen eine eigene Gießerei mit dem Namen Karlshütte im Bünder Stadtteil Ahle. Im Jahr 1970 erfand Imperial das erste Cerankochfeld in Zusammenarbeit mit den Schott-Glaswerken. 1976 lieferte das Unternehmen eine Großkochanlage für den Palast des Schahs von Persien. Der größte Auftrag der Großkochabteilung des Unternehmens war die Einrichtung des Flughafens Basra/Irak im Jahr 1982. Ab 1983 wurden von der Imperial-Werke GmbH (unter dem Unternehmensberater und Geschäftsführer Hans Ahle) Dampfdruckgarer produziert. 
Das Unternehmen gehört seit 1990 zur Miele-Gruppe, in dem es bis 2005 die Funktion einer Edelmarke einnahm. Seit dem 1. Januar 2006 wird Imperial von Miele nicht mehr als eigenständige Marke geführt. Die Produktion wird seitdem als eigenständiges Tochterunternehmen fortgeführt, die Produkte allerdings unter dem Markennamen Miele vermarktet. Zu der Produktpalette gehören Gas- und Elektro-Kochfelder, Dampfgarer, Wärmeschubladen und Dunstabzugshauben.